# Грицевский, Владимир Владимирович
Владимир Владимирович Грицевский (бел. Уладзімір Уладзіміравіч Грыцэўскі; род. 20 сентября 1949, Барановичи, Брестская область, Белорусская ССР, СССР) — советский и белорусский сценарист, режиссёр и актёр театра и кино. Заслуженный артист Республики Беларусь (2011).

## Биография
Родился 20 сентября 1949 года в Барановичах.
В 1969 году поступил во Всесоюзный государственный институт кинематографии в актёрско-режиссёрскую мастерскую профессора Игоря Таланкина (белорусский набор), который окончил в 1973 году. Учился на одном курсе с  Светланой Суховей, Петром Юрченковым, Ниной Розанцевой, Владимиром Сичкарём, Владимиром Антоником, Александром Беспалым, Леонидом Белозоровичем.
После окончания института работает актёром киностудии «Беларусьфильм» с 1973 года, с 1981 года — Минского Театра-студии киноактёра.
Член Белорусского союза кинематографистов и общественного объединения «Белорусская гильдия актёров кино» с 1980 года.

## Фильмография

### Актёр

#### Роли в кино
- 1971 — Рудобельская республика — эпизод (нет в титрах)
- 1973 — Дом для Серафима — сослуживец
- 1974
  - Весёлый калейдоскоп (Сюрпризы после смены) — строитель, гитарист
  - Потому что люблю — диспетчер
- 1975
  - Волчья стая — Тихонов
  - Долгие вёрсты войны (Фильм второй «Атака с ходу») — Зайцев
  - Приключения Буратино — музыкант
  - Факт биографии — гость у Шумовых
- 1976
  - Венок сонетов — эпизод
  - Всего одна ночь — официант (нет в титрах)
  - Легко быть добрым — рабочий завода
  - По секрету всему свету — милиционер
  - Сын председателя — приятель Ивана
  - Время выбрало нас — Шевардин
- 1977
  - Встреча на далёком меридиане (3-я серия) — учёный в экспедиции
  - Гарантирую жизнь — эпизод
  - Три весёлые смены (1-я серия «Селюженок») — эпизод
  - Чёрная берёза — Саня, муж Анны
- 1978
  - Антонина Брагина — гость на свадьбе
  - Белый аист летит
  - Встреча в конце зимы — Ростислав Николаевич
  - Поговорим, брат… — партизан
  - Пуск — эпизод (нет в титрах)
  - Расписание на послезавтра — сотрудник лаборатории
- 1979
  - Железные игры — член жюри
  - Задача с тремя неизвестными — эксперт
  - Звон уходящего лета — комбайнёр
  - Красный велосипед — Костя, телеграфист ревкома
- 1980
  - Атланты и кариатиды (5-я и 8-я серии) — Игорь, сын Шугачевых
  - Второе рождение — Анатолий Иванович Быков, доктор
  - Каждый третий — эпизод
  - Прикажи себе — археолог, приятель Сергея
- 1981
  - Андрей и злой чародей — эпизод
  - Его отпуск — Семён Петрович, инженер минского завода
  - Звездопад — солдат из Саратова
  - Паруса моего детства — бандит
  - Полесская хроника (Фильм №1 «Люди на болоте») — эпизод
  - Раскиданное гнездо — эпизод
- 1982
  - Взять живым — Гулиев, однополчанин Ромашкина
  - Личные счёты — милиционер
- 1983
  - Белые Росы — милиционер
  - Как я был вундеркиндом — эпизод
- 1984
  - Государственная граница (Фильм четвёртый «Красный песок») — милиционер
  - Осенний подарок фей — Фотограф, рыцарь в средневековье, голова мужа герцогини, придворный
  - Смотрины — Дмитрий Васильевич Неборако, вдовец, скотник на ферме
- 1985
  - Друзей не выбирают — рабочий завода
  - Мама, я жив — эпизод
  - Снайперы — Савченко, командир роты
  - Тревоги первых птиц — эпизод
  - Я любил вас больше жизни — пассажир самолёта
- 1986
  - Летние впечатления о планете Z — Степан Данилович Карасев, главный энергетик
  - Не забудьте выключить телевизор — член съёмочной группы
  - Полёт в страну чудовищ — скрипач
- 1987 — Нетерпение души — эпизод
- 1988
  - Гомункулус — следователь (нет в титрах)
  - Дубровский — эпизод
- 1989
  - Его батальон — сержант Грак
  - Круглянский мост — Бритвин
  - Одна ночь — эпизод
  - Под ступеньками — эпизод
  - Степан Сергеич — морской офицер, в училище
- 1990
  - Плач перепёлки — эпизод
  - Прости нас, мачеха Россия — эпизод
- 1991
  - Брюнетка за тридцать копеек — эпизод
  - Крест милосердия — эпизод
  - Кукушкины дети — капитан НКВД
  - Ночь при дороге — эпизод
- 1992
  - Белые одежды — капитан МГБ
  - Вальс золотых тельцов — лётчик, командир угнанного самолёта
  - Кооператив «Политбюро», или Будет долгим прощанье — эпизод
  - Уик-энд с убийцей — полковник милиции Смирнов
- 1993
  - Здешние — немец
  - Силуэт в окне напротив — эпизод
  - Дела Лоховского — эпизод
- 1994
  - Западня для зубра. Ягайло — эпизод
  - Изгнанник
  - Шляхтич Завальня, или Беларусь в фантастических рассказах — Стась
- 1995
  - Западня для зубра. Витовт — эпизод
  - На Чёрных Лядах — эпизод
- 1996
  - Из ада в ад — офицер госбезопасности
  - Птицы без гнёзд — офицер НКВД
- 1997
  - Ботанический сад — отец Лены
  - Явдоха — мужик на телеге
- 1998
  - Зал ожидания — помощник конферансье
  - Контракт со смертью — эпизод
  - Проклятый уютный дом — Лука, повар
- 1999
  - Каменская-1 (Фильм восьмой «Не мешайте палачу») — эпизод
  - Любить по-русски-3. Губернатор — эпизод
  - Поклонник — эпизод
  - Рейнджер из атомной зоны — эпизод
  - Ускоренная помощь 1 (7-я серия «Реклама — двигатель медицины») — милиционер
  - Цветы от победителей — пьяный
- 2002
  - Закон (2-я серия «Баба в чёрном» и 4-я серия «Брудершафт») — диктор
  - Между жизнью и смертью — эпизод
- 2003
  - Вокзал — Дмитрий Гришин
  - Небо и земля — Юрий Ильич
- 2004
  - Вам — задание — командир партизанского отряда
  - Дунечка — актёр театра
  - Курсанты — охранник
  - Мужчины не плачут — эпизод
  - На безымянной высоте — офицер штаба
- 2005
  - Глубокое течение — Адам
  - Призвание (Фильм шестой «Миллион каратов») — эпизод
  - Частный детектив (2-я серия «Тёмные делишки») — следователь
  - Человек войны — эпизод
- 2007
  - Майор Ветров — эпизод
  - Смерш — эпизод
- 2008 — Марго. Огненный крест — эпизод
- 2009
  - Вольф Мессинг: Видевший сквозь время — Федюнин
  - Сёмин (Фильм №2 «Отступники») — Григорий Иванович Храпов
- 2010
  - Иллюзия охоты — Сергей Ильич Ряскин, начальник уголовного розыска
  - Катино счастье — дежурный врач
  - Месть — Антон Иванович Шатохин, подполковник милиции
  - Псевдоним «Албанец» — 3 — эпизод
- 2011 — Сетевая угроза — Сергей Ильич Ряскин, начальник уголовного розыска
- 2012
  - Сердце не камень — Антон Сергеевич Дятлов, генерал
  - Смертельный танец — Сергей Ильич Ряскин, начальник уголовного розыска
  - Спасти или уничтожить — Миронов, отец
- 2014 — Уходящая натура — член бюро райкома
- 2015
  - Граница времени (8-я серия «Самозванец») — дед
  - Тонкий лёд — полковник (нет в титрах)
- 2017 — Пёс Рыжий
- 2019 — Отчим

#### Озвучивание
- 1999 — Зимовье зверей
- 2000 — Кент, или Большая игра маленького шефа — читает текст
- 2002 — Спутники «Сатурна» — читает текст

### Режиссёр
- 1994 — Изгнанник

### Сценарист
- 1979 — Звон уходящего лета

## Звания
- 2011 — Заслуженный артист Республики Беларусь